# Shak-shak
El shak-shak (o chak-chak) es un instrumento musical antillano, similar a las maracas. Se toca en Barbados, Montserrat, Granada y otras partes de las Antillas. Se emplea en bandas de Montserrat y en festivales de Barbados.